# Дориньи, Никола
Никола Дориньи (фр. Nicolas Dorigny; 1658, Париж — 1 декабря 1746, Париж) — французский живописец, рисовальщик и гравёр, мастер репродукционной гравюры. Член большой семьи потомственных художников-гравёров.

## Семья художников Дориньи
Один из ранних представителей семьи — живописец и гравёр Мишель Дориньи (1617—1666), профессор Королевской академии живописи и скульптуры в Париже. Учился живописи у Симона Вуэ. В течение жизни он выполнил более сотни гравюр, в том числе восемьдесят две по живописным оригиналам Вуэ.
Сын Никола Дориньи и Жанны-Ангелики Вуэ, внук Симона Вуэ Луи Дориньи (1654—1742) учился живописи у отца и первого живописца короля Шарля Лебрена. Выиграв конкурс Академии, с 1672 по 1676 год он жил и работал в Италии, во Французской академии в Риме, располагавшейся в те годы в Палаццо Манчини. Писал фрески в манере Франческо Солимены. Его главное произведение — роспись купола кафедрального собора Святого Вигилия в Тренто. Луи Дориньи занимался также гравированием. Наиболее известна его гравюра «Высадка сарацин в Остии» по оригиналу Рафаэля.

## Жизнь и творчество Никола Дориньи
Никола Дориньи был младшим сыном Мишеля и братом Луи Дориньи, изучал право и мечтал стать адвокатом, но будучи склонным к глухоте, был признан непригодным для этой профессии. Он посвятил себя живописи и несколько лет изучал классическое искусство под руководством брата Луи, проживавшего в Италии. По совету друга-гравёра он попробовал офорт и вскоре полностью отказался от живописи. Занимаясь искусством гравюры несколько лет, он изучил работы Жерара Одрана, начал гравировать, подражая Одрану, и вскоре приобрёл хорошую репутацию.
Преодолевая враждебность Карло Маратты, художника, который тогда был в моде, Дориньи попытался вернуться к живописи, но затем сделал такие успехи в гравюре, что в дальнейшем посвятил себя исключительно гравированию. На протяжении двадцати восьми лет Никола Дориньи занимался в Италии изучением произведений искусства старых мастеров и воспроизведению в гравюре живописных картин и рисунков.
По возвращении на родину Дориньи был приглашён в Англию, где вместе с Клодом Дюбоском и Франсуа Бернаром Леписье выполнял гравюры по картонам Рафаэля «Деяния Апостолов», созданных для шпалер Сикстинской капеллы в Ватикане (в 1623 году они были приобретены принцем Уэльским — впоследствии королём Англии Карлом I, и находились в то время в загородном дворце Хэмптон-Корт). За эту работу 13 июня 1720 года король Георг I пожаловал его дворянским достоинством.
Среди его известных работ: «Истории Купидона и Психеи» по росписям учеников Рафаэля на вилле Фарнезина и серия «Планеты» по мозаике купола капеллы Киджи в церкви Санта-Мария-дель-Пополо в Риме.
Он также создал множество гравюр на основе картин, представленных в церквях Рима, в том числе рисунков Чиро Ферри для купола церкви Сант-Аньезе на площади Навона. Эти работы по праву снискали ему репутацию ведущего гравёра Европы. В Англии Дориньи стал членом «Академии Квин-Стрит», основанной в 1711 году Готфридом Кнеллером, — «Академии живописи и рисунка Кнеллера» (Kneller Academy of Painting and Drawing) на Грейт-Квин-стрит в Лондоне.
В это время Никола Дориньи написал несколько портретов и завершил две гравюры по мотивам Франческо Альбани на тему «История Салмакиды и Гермафродита» (ныне картина Альбани в Лувре).
21 февраля 1723 года Никола Дориньи продал свою коллекцию рисунков и 9 апреля 1724 года уехал из Англии в Париж. 28 сентября 1725 года он был избран членом Королевской академии живописи и скульптуры. Свои живописные произведения Дориньи представлял на выставках Парижского салона с 1739 по 1743 год. Художник скончался в Париже 1 декабря 1746 года в возрасте восьмидесяти восьми лет.

## Галерея

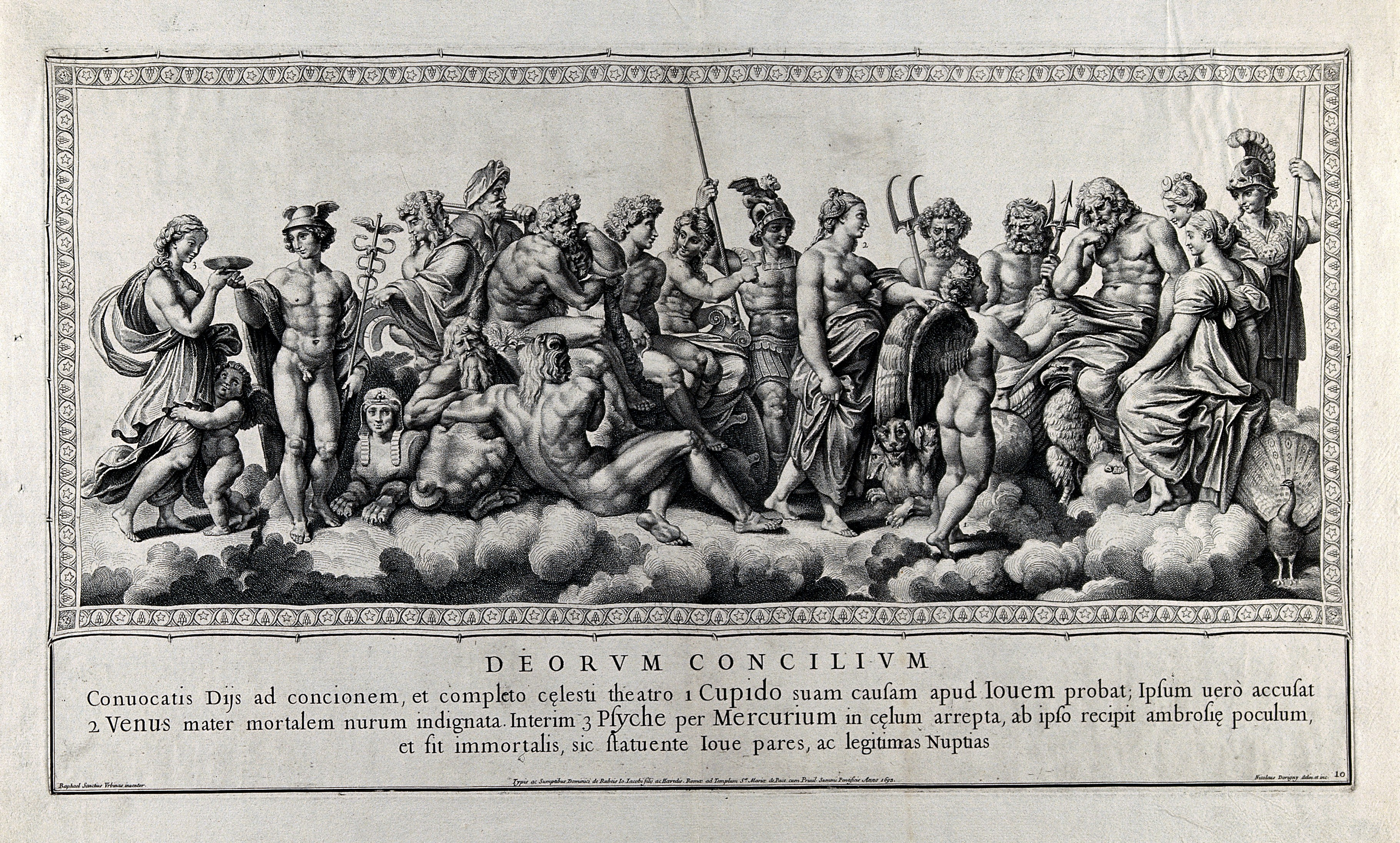
Собрание богов. 1693. Из «Истории Купидона и Психеи» по росписям учеников Рафаэля на вилле Фарнезина, Рим. Офорт
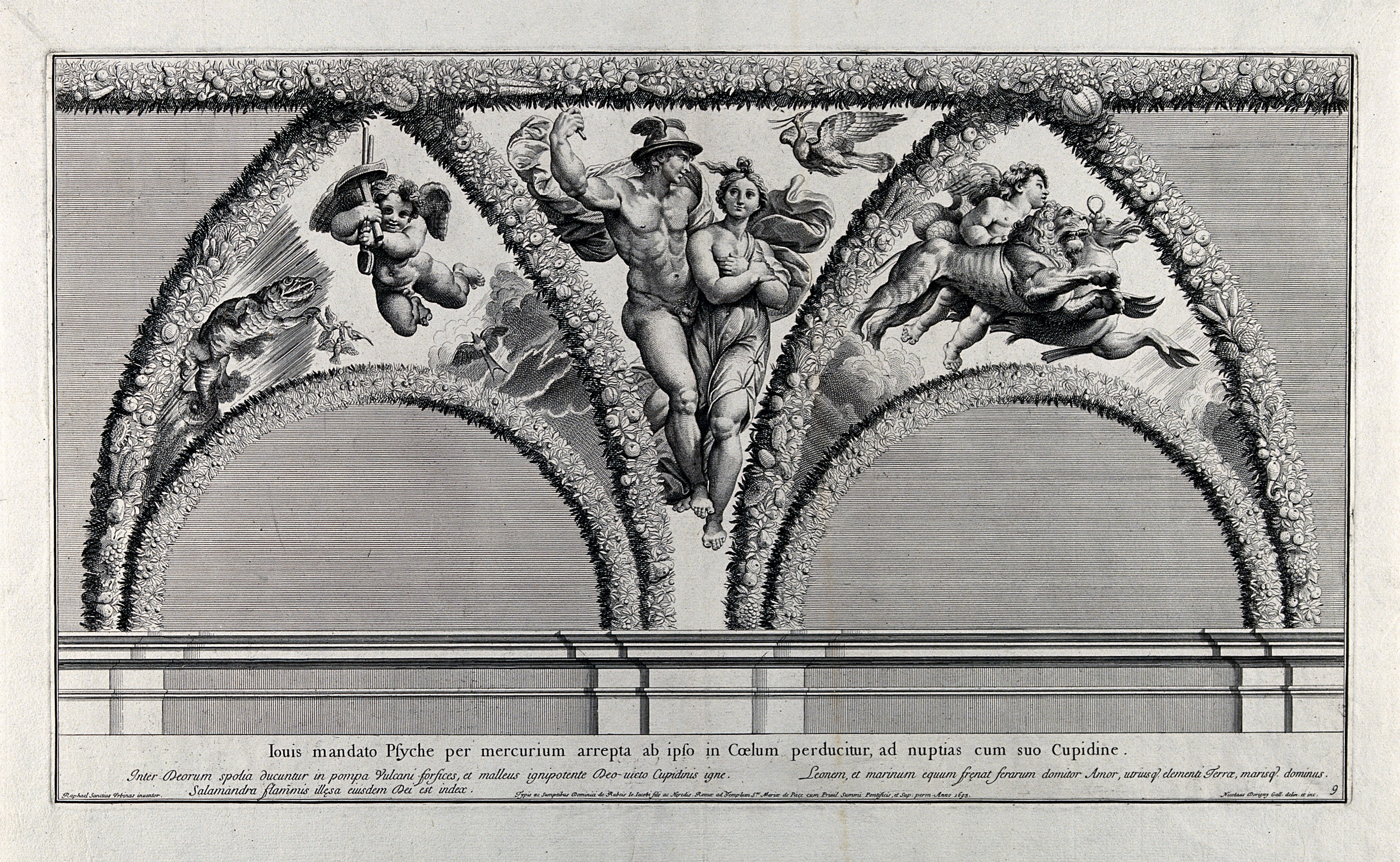
Меркурий сопровождает Психею к свадьбе. По росписи Виллы Фарнезина
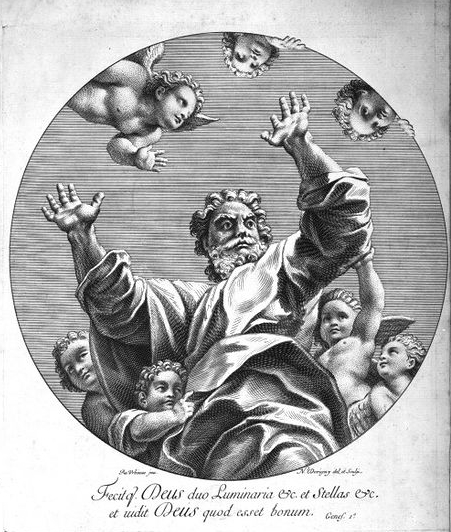
Бог-Отец. 1695. Офорт серии «Планеты». По мозаике купола капеллы Киджи церкви Санта-Мария-дель-Пополо, Рим. Офорт
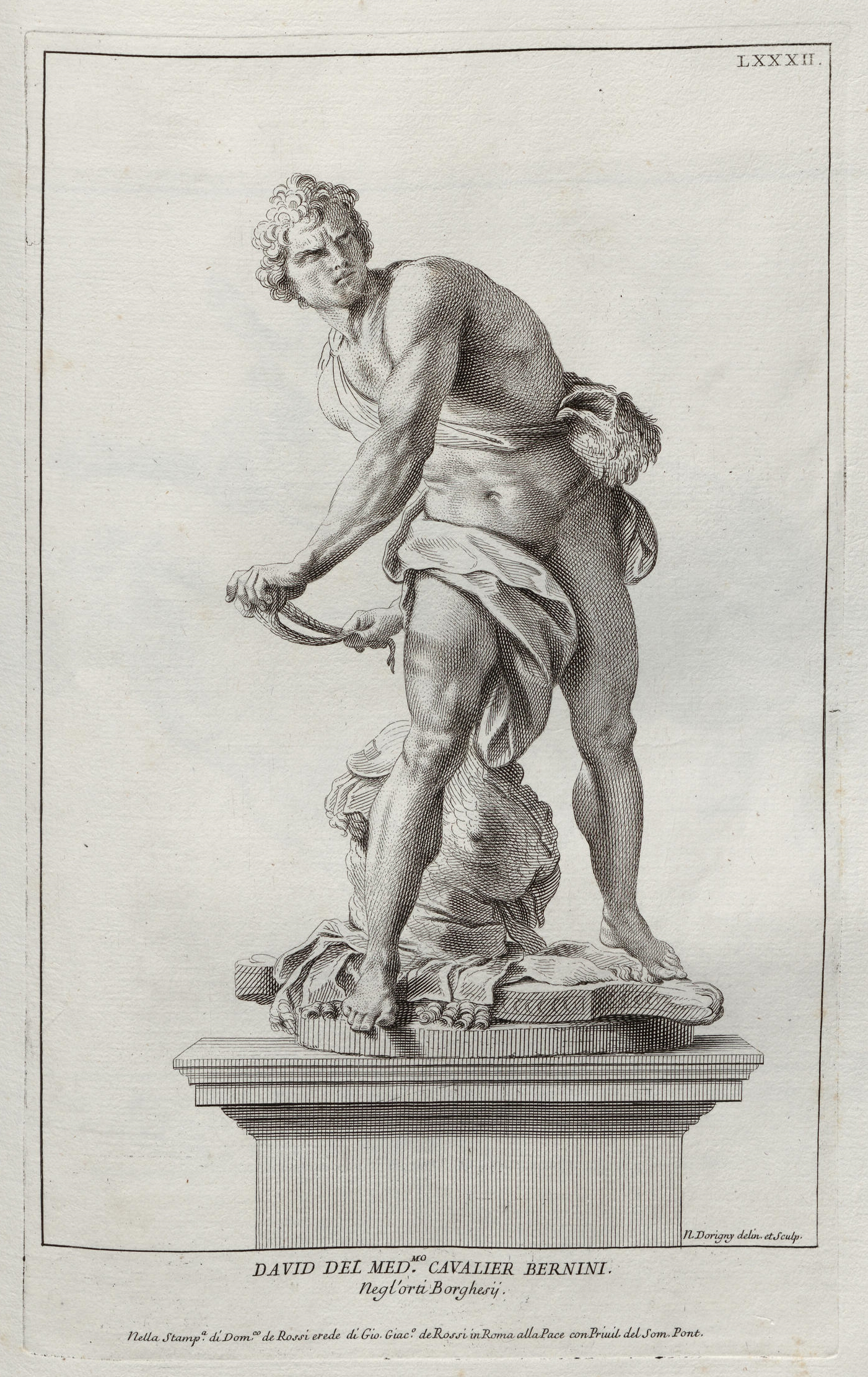
Давид. По скульптуре Дж. Л. Бернини. 1704. Офорт
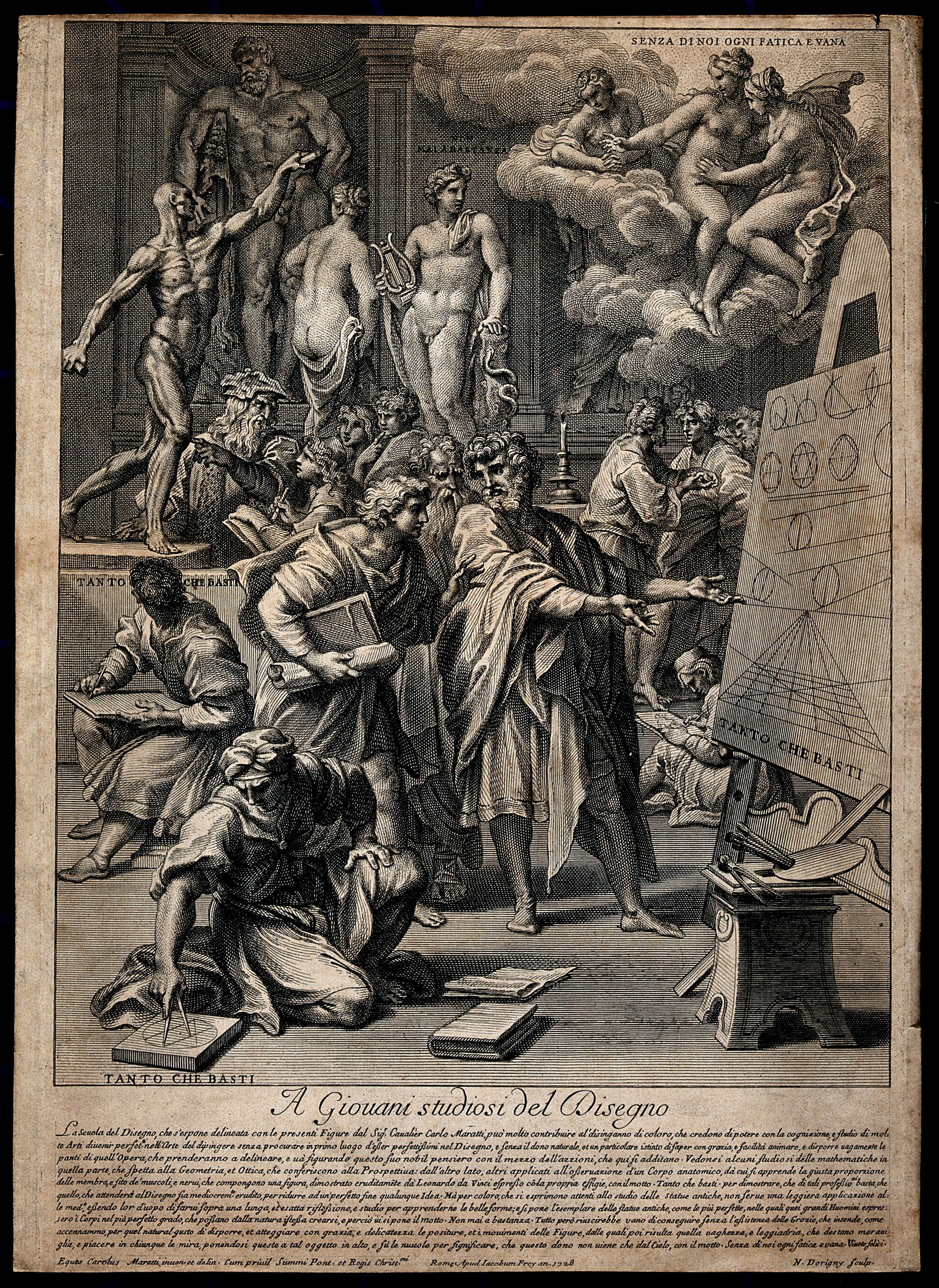
Дискуссия об искусствах рисунка и живописи. По оригиналу К. Маратты. 1728. Офорт
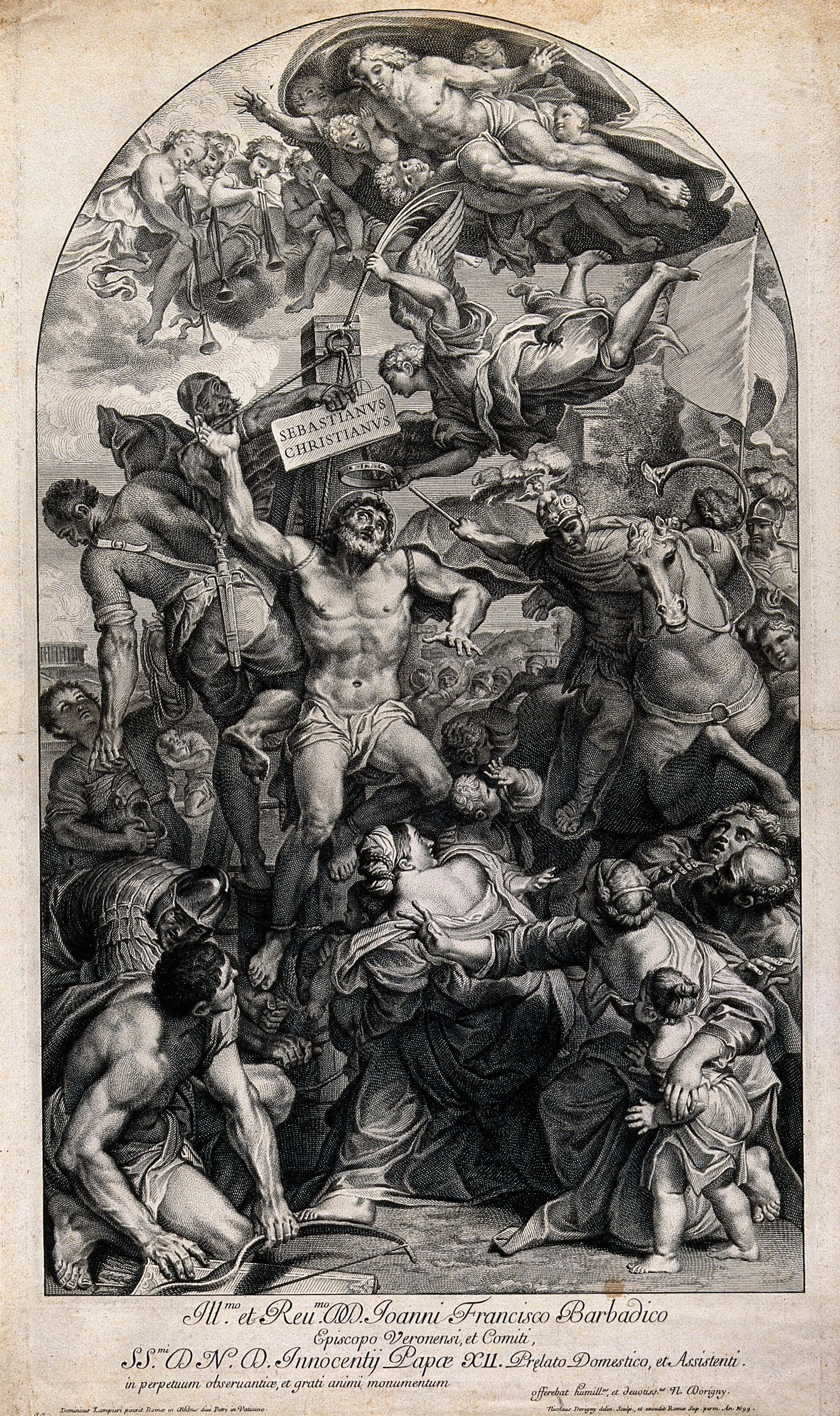
Мученичество Святого Себастьяна. По оригиналу Доменикино. 1699. Офорт
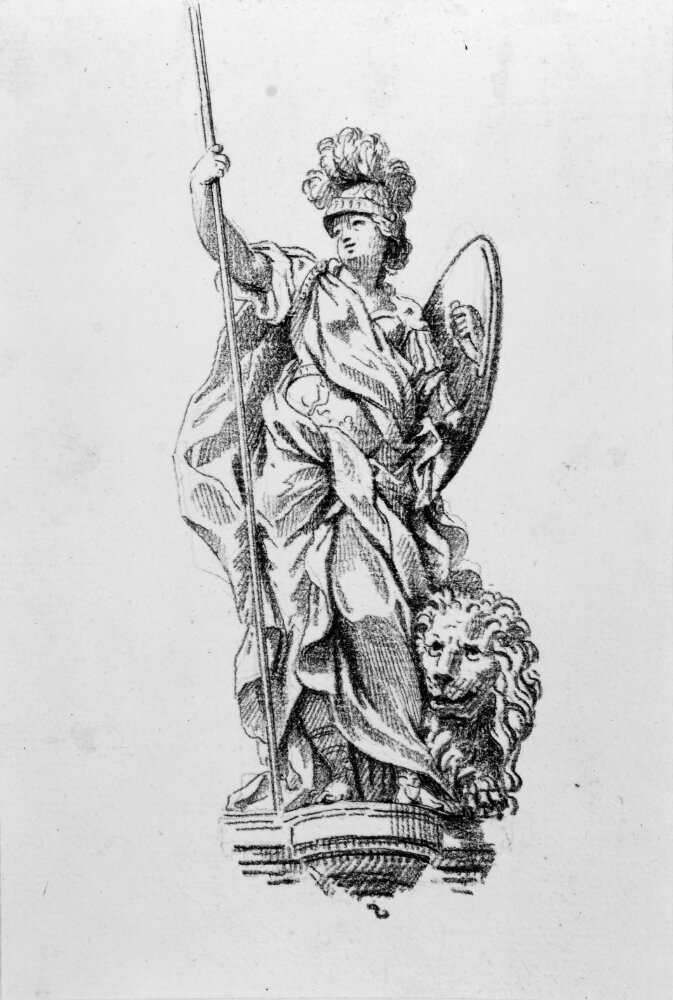
Аллегория Силы. Бумага, тушь, перо. Национальный музей изобразительных искусств, Стокгольм